# 照屋厚仁
照屋 厚仁（てるや あつひと、1984年5月6日 - ）は、大阪府出身の競艇選手。登録番号4375。身長160cm。血液型B型。98期。兵庫支部所属。再従兄弟に同じ競艇選手の山本隆幸（登録番号4025。師匠でもある）、同期に平山智加、松田祐季、鶴本崇文らがいる。

## 来歴
- やまと競艇学校時代、リーグ戦勝率5.38（準優出3、優出1）の成績を残した。
- 2006年5月17日、尼崎競艇場でデビュー（6着）。
- 2006年7月26日、児島競艇場での一般競走2日目1Rで初勝利（25走目）。
- 2010年4月19日、津競艇場での「G3新鋭リーグ第5戦」で初優出（3着）。